# Ein Zug fährt ab
Ein Zug fährt ab ist ein deutscher Spielfilm, den die Bavaria 1942 produziert hat und der von seinem Verleih, der Deutschen Filmvertriebs GmbH (DFV), am 22. November 1942 in die Kinos gebracht wurde.
Der von Walter Wassermann und Lotte Neumann nach Motiven aus Felicitas von Rezniceks gleichnamigem Roman (1938) geschriebene und von Johannes Meyer inszenierte Film (Verwechslungskomödie, Liebesfilm) erzählt die Geschichte von Helene Wagner, die nach einer unglücklichen, aber frisch geschiedenen Ehe alle Männer für leichtsinnig und verantwortungslos hält. Ihr neuer Verehrer, Michael Garden, scheint der lebende Beweis für diese Einschätzung zu sein. Im Laufe der Filmhandlung, die von vielfältigen Verwechslungen und Missverständnissen geprägt ist, gelingt es Helene jedoch, den Casanova in einen echten Liebenden zu verwandeln.
Mit mehr als 20 Mio. Kinobesuchern war Ein Zug fährt ab die populärste Filmkomödie der Kinosaison 1943/1944 und auch insgesamt einer der kommerziell erfolgreichsten Filme der Zeit des Nationalsozialismus.

## Handlung
Ort der Handlung ist zunächst der österreichische Wintersportort Zürs, die Zeit die Gegenwart. Die erste Figur, die dem Filmpublikum vorgestellt wird, ist Hannelore Wolters, Ehefrau eines erfolgreichen Berliner Unternehmers. Wie im späteren Verlaufe der Handlung noch ausführlich dargestellt wird, hat diese Ehe ihre Probleme. Der Zauber der Verliebtheit ist daraus verschwunden, Fritz Wolters geht ganz in seiner anspruchsvollen Arbeit auf. Hannelore ihrerseits nimmt an seiner Arbeit keinen Anteil, sondern geht ihrem eigenen belanglosen Zeitvertreib nach. Was sie in ihrer Ehe seit langem vermisst, findet sie während ihres Skiurlaubs: als begehrenswerte Frau wahrgenommen zu werden. Ein ganzer Schwarm von Verehrern umgibt sie in hier, und der Interessanteste ist für sie Michael Garden, ein Berliner Architekt. Michael ist schon vor ihr nach Berlin zurückgekehrt. Um dort einen Tag mit ihm verbringen zu können, reist Hannelore aus Zürs einen Tag früher ab, als mit ihrem Mann verabredet ist. Was sie nicht weiß, ist, dass sie für Michael nur ein Flirt von vielen ist. Dieser hat tatsächlich so viele Frauenbekanntschaften gleichzeitig, dass er damit allein gar nicht mehr fertig wird und zu dem einen oder anderen Rendezvous bereits seinen jugendlichen Onkel Lutz als Stellvertreter schickt.
Im Zug reist Hannelore gemeinsam mit Helene Wagner, die im selben Skihotel Ferien gemacht hat, aber strikt wegen der Erholung und der Berge gekommen ist. Den Grund für ihren Urlaubsbedarf erfahren die Zuschauer erst später im Handlungsverlauf: Helene hat eine schlimme Ehe hinter sich, die Scheidung ist jetzt aber so gut wie in trockenen Tüchern, der Noch-Ehemann hat sich sogar bereit erklärt, die Trennungsschuld auf sich zu nehmen. Ihre eigene Erfahrung hat Helene für die Eheprobleme anderer sensibel gemacht. Ihre Mitreisende Hannelore ist für sie darum ein offenes Buch und sie beobachtet sie mit Anteilnahme. Außerdem ist Helene, die ein Fotoatelier betreibt, Fritz Wolters, Hannelores Ehemann, aus beruflichen Gründen bereits persönlich begegnet; sie hat für ihn sogar besondere Bewunderung. Als Helene entdeckt, dass auch Privatdetektiv Bredow im Zug mitreist, wird ihre Wachsamkeit zur Sorge: Lässt Fritz Wolters seine Frau beschatten, weil er von ihrer Untreue weiß?

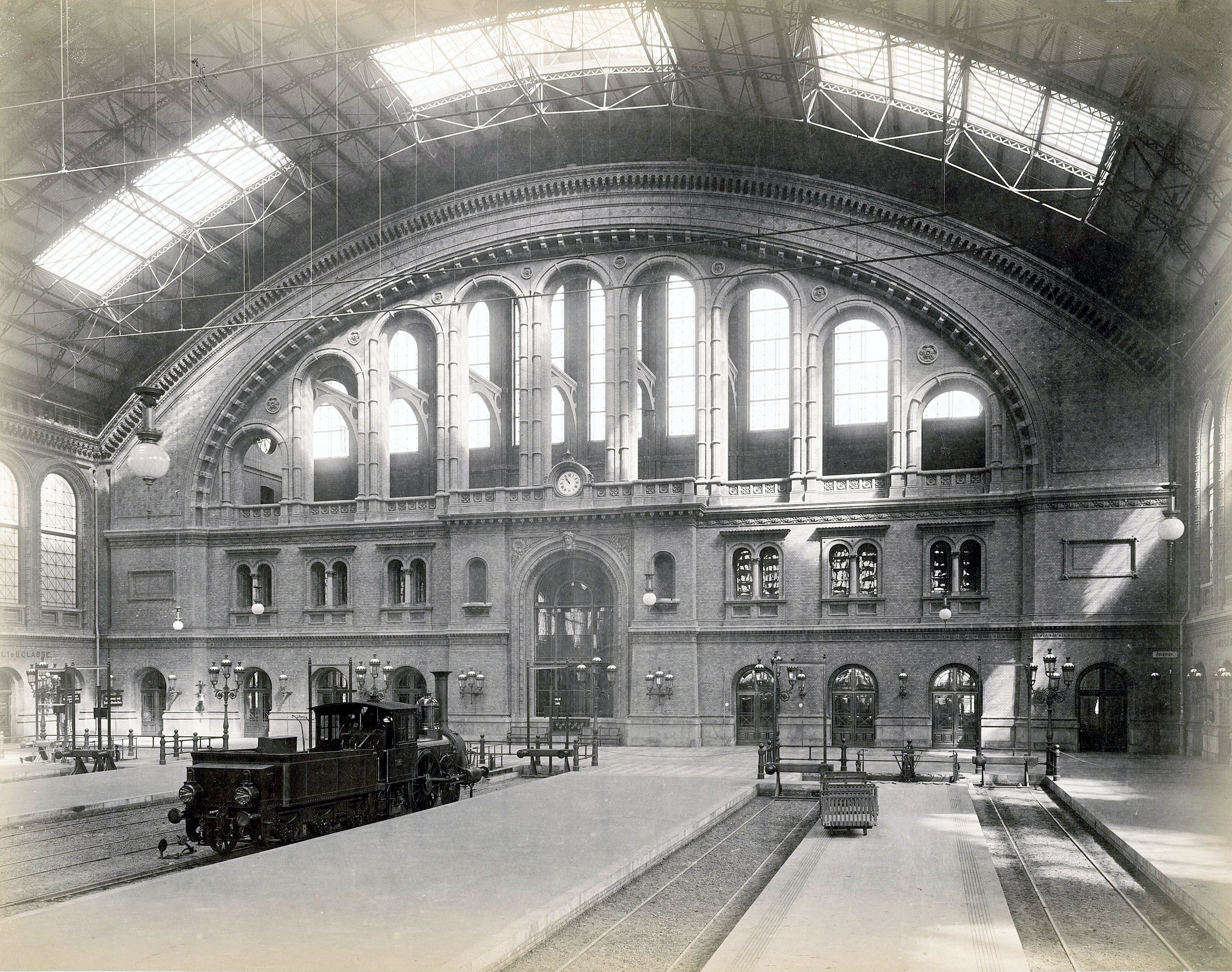
Die beiden entscheidenden Szenen des Films finden im Gebäude des heute nicht mehr existierenden Anhalter Bahnhofs statt (Foto aus dem Jahre 1880).

Fritz Wolters ist viel zu beschäftigt, um mit seiner Frau einmal zu telefonieren. Seine Sekretärin, die öfter an seine Frau denkt als er selbst, bringt ihn dazu, doch einmal in Zürs anzurufen. So erfährt er, dass Hannelore bereits heute im Zug nach Berlin sitzt. Er ist sich darüber im Klaren, dass er seine Frau in letzter Zeit vernachlässigt hat, und hat den aufrichtigen Wunsch, sich künftig mehr um sie zu kümmern. So beschließt er, sie abzuholen. Nun hat dies freilich zur Folge, dass Hannelore auf dem Bahnsteig im Anhalter Bahnhof gleichzeitig von ihm und von Michael erwartet wird. Hannelore und Helene steigen gleichzeitig aus dem Zug aus, und als Helene erkennt, welche Verlegenheit sich hier anbahnt, beschließt sie, Hannelore zu retten (und gleichzeitig Fritz großes Leid zu ersparen): Sie geht auf Michael, den sie gar nicht kennt, geradewegs zu und umarmt ihn: „Wie reizend von dir, mich abzuholen, lieber Micha!“ Da Fritz sie beobachtet, ist Helene gezwungen, die Komödie noch weiter fortzuführen und auch zu Michael ins Auto zu steigen. Dieser ist zunächst verblüfft, dann imponiert ihm Helenes unkonventionelles Bemühen um die Ehe fremder Menschen, und schließlich verliebt er sich auch in sie. Da er weder Helenes Namen noch ihre genaue Adresse weiß, wird er anschließend mehrere Tage damit verbringen, nach ihr zu forschen. Um Berlin nicht verlassen zu müssen, lehnt er sogar einen lukrativen Staatsauftrag ab, der ihn für ein großes Bauprojekt nach Tripolis führen würde.
Helene teilt sich eine Wohnung mit ihrer ebenfalls geschiedenen jugendlichen Tante Steffi. Die gemeinsame Erfahrung hat sie zu der Überzeugung geführt, dass alle Männer leichtsinnig und verantwortungslos sind. Da erfährt Helene durch ihren Rechtsanwalt, Dr. Helbig, dass ihr Noch-Ehemann, der in der Scheidungssache bisher kooperativ war, Gegenklage erhoben hat. Es stellt sich heraus, dass Privatdetektiv Bredow gar nicht Hannelore, sondern Helene beschattet hat! Dass sie Michael umarmt hat, ist im Foto festgehalten, und der Noch-Ehemann wirft ihr nun eheliche Untreue vor. Als der Anwalt erfährt, wie die Sache sich wirklich zugetragen hat, schlägt er vor, Michael oder Hannelore als Zeugen zu berufen. Helene lehnt beides ab; lieber will sie schuldig geschieden werden.
In der Hoffnung, von ihr etwas über Helene zu erfahren, trifft Michael sich schließlich auch mit Hannelore. Diese ist wütend auf ihn, weil sie glaubt, er habe sich in Zürs nicht nur mit ihr, sondern auch mit Helene verabredet. Als er richtigstellt, dass er Helene gar nicht kannte und dass diese ihm nur Fritz zuliebe um den Hals gefallen war, um ihn vor einer Enttäuschung zu bewahren, fragt sie sich plötzlich: „Für meinen Mann? Kennt sie ihn denn?“ – „Vermutlich.“ – „Micha, jetzt fällt mir erst auf, dass mein Mann am Bahnhof war. […] Er konnte ja gar nicht wissen, dass ich ankomme. Da stimmt doch was nicht.“ Im weiteren Handlungsverlauf wird Hannelore sich an der Überzeugung festbeißen, dass Fritz am Bahnhof gar nicht sie, sondern Helene erwartet hat, die seine Geliebte ist. Helene habe Michael nur umarmt, um sie, Hannelore, zu täuschen. Ihr falscher Verdacht erhält zusätzliche Nahrung, als sie entdeckt, dass Fritz und Helene in Geschäftsbeziehungen stehen. Auch findet sich in Fritz’ Terminkalender ein Eintrag „H. anrufen“; da Fritz sie immer nur „Kindchen“ und „Püppi“ nennt, kann, wie sie glaubt, nur Helene gemeint sein. Um Gewissheit zu erlangen, schickt Hannelore sowohl Helene als auch Michael Einladungen zum Sportfest des Unternehmens ihres Mannes. Sie will alle Beteiligten miteinander konfrontieren. Was sie bei dieser Gelegenheit beobachtet, bringt ihr keine Klärung. Michael ist jedoch überglücklich, Helene wiederzusehen und nun endlich auch ihren Namen zu erfahren.
Ebenfalls auf dem Sportfest lernen durch Zufall auch Steffi und Lutz einander kennen. Sie entdecken, dass sie viele Gemeinsamkeiten haben, und werden im weiteren Handlungsverlauf ein Paar.
Seit er weiß, wer sie ist und wie er sie erreichen kann, überschüttet Michael Helene mit seiner Aufmerksamkeit. Helene erwidert seine Gefühle längst, hält ihn aber für einen gewohnheitsmäßigen Herzensbrecher und fürchtet, dass es nur ihre (gespielte) Kälte ist, die ihn reizt. Um dies zu testen, willigt sie ein, ihn auf eine berufliche Reise zu begleiten. Dass sie sich plötzlich zugänglich zeigt, überrascht Michael. Helene erklärt ihm: Um den Ausgang ihrer Scheidung nicht zu gefährden, habe sie die Prüde spielen müssen; da die Scheidung inzwischen erfolgt ist, könne sie aber endlich wieder ihr altes frivoles Selbst sein. Auch gibt sie zu, schuldig geschieden worden zu sein, da man sie mit einem anderen Mann fotografiert habe. Michael, der keine Ahnung hat, dass er selbst der „Scheidungsgrund“ war, entbrennt in Eifersucht. Helene weiß nun, dass er sie liebt.
Hannelore glaubt immer noch, dass Fritz mit Helene ein Verhältnis habe, und stellt ihn deswegen zur Rede. Fritz lässt sich nicht anmerken, wie sehr er sich darüber freut, dass Hannelore ihn für einen attraktiven Mann hält und seinetwegen eifersüchtig ist. In ihrer Wut beschließt Hannelore, Gleiches mit Gleichem zu vergelten und Fritz mit Michael zu betrügen. Diesen überzeugt sie, dass es sich bei Helenes „Scheidungsgrund“ um keinen anderen als Fritz handle. Michael ist am Boden zerstört und beschließt, jetzt doch nach Tripolis zu reisen. Obwohl er alles getan hat, um sie am Mitreisen zu hindern, steigt auch Hannelore zu ihm ins Abteil. Da erscheint als Deus ex machina Rechtsanwalt Dr. Helbig und klärt Michael anhand des Fotos auf, dass er selbst, Michael, der „Scheidungsgrund“ war. Michael und Hannelore steigen aus dem Zug wieder aus und werden auf dem Bahnsteig von Helene und Fritz erwartet. Michael will Helene später nach Tripolis mitnehmen – als seine Braut.

## Produktion und Uraufführung
Ernst Rechenmacher, der sich als Künstler oft Ernesto Remani nannte und der den Film für die Bavaria produziert hat, hatte seine Karriere in der Stummfilmzeit als Regieassistent seines Südtiroler Landsmann Luis Trenker begonnen. 1940 ging er als Produktionsleiter zur Bavaria, wo er nach kurzer Anlaufzeit in direkter Folge drei Filmlustspiele produzierte, die auf dem Markt weit überdurchschnittlichen Erfolg hatten: Hauptsache glücklich, Jenny und der Herr im Frack (beide 1941) und Ein Zug fährt ab.
Die Autorin der literarischen Vorlage, Felicitas von Reznicek, deren Namen auch im Filmvorspann genannt wird, hat – von den Behörden weitgehend unbemerkt – gegen das NS-Regime auf vielfältige Weise wesentlichen Widerstand geleistet. Für Regisseur Johannes Meyer, der in der Vergangenheit wiederholt durch NS-Propagandafilme hervorgetreten war, war das Jahr 1942 (mit Stimme des Herzens und Ein Zug fährt ab) eines der kommerziell erfolgreichsten seines Lebens.
Weitere Mitglieder des Produktionsstabs:
- Produktionsassistent: Gustav Lautenbacher
- Aufnahmeleiter: Alfred Tscheuschner
- Regieassistent: Hans Wolff
- Bauten: Herbert Hochreiter, Bohumil Heš
- Kostüme: Maria Pommer-Uhlig
- Ton: Josef Zora

Die weibliche Hauptdarstellerin Leny Marenbach, die heute vielen hauptsächlich noch als Leinwandpartnerin (und auch als Freundin) von Heinz Rühmann in Erinnerung ist, war von 1941 bis 1944 einer der ganz großen Kassenmagneten des NS-Kinos. Ihr  Leading Man Ferdinand Marian war ihr im selben Zeitraum durch seine Auftritte in Filmen wie Jud Süß (1940), Ohm Krüger (1941) und Tonelli (1943) an Popularität ebenbürtig. Für den 11-jährigen Arthur Fritz Eugens, der in seiner Zeit ein bekannter und viel beschäftigter Kinderdarsteller war, blieb der Filmauftritt der letzte seines Lebens; er starb zwei Jahre später bei einem Eisenbahnunglück.
Die Dreharbeiten begannen am 14. Januar 1942 und endeten im April 1942. Ein Teil der Außenaufnahmen entstand in Zürs, Arlberg.
Der Film ist in Schwarzweiß und 35 mm bei einem Seitenverhältnis von 1:1,37 produziert. Bei der Zensurvorlage hatte er eine Länge von 2468 Metern bzw. 91 Minuten.
Den Verleih übernahm die Deutsche Filmvertriebs GmbH (DFV), Berlin. Die Uraufführung erfolgte am 22. November 1942. In Berlin wurde der Film erstmals am 18. Dezember 1942 aufgeführt (Kino Capitol).
Im Fernsehen wurde der Film erstmals am 25. Juni 1962 ausgestrahlt (DFF 1).